# میتسوتوشی تسوشیما
میتسوتوشی تسوشیما (انگلیسی: Mitsutoshi Tsushima؛ زادهٔ ۳۰ ژوئیهٔ ۱۹۷۴) بازیکن فوتبال اهل ژاپن است.
از باشگاه‌هایی که در آن بازی کرده‌است می‌توان به باشگاه فوتبال ناگویا گرامپوس اشاره کرد.